# Janusz Baniak
Janusz Baniak (ur. 19 października 1989 w Zielonej Górze) – polski żużlowiec.

## Kariera sportowa
Wychowanek ZKŻ Zielona Góra. Licencję żużlową zdobył w 2006 roku. W latach 2006 do 2009 startował w barwach swojego macierzystego klubu. W sezonie 2010 został wypożyczony do  drugoligowej Speedway Wandy Kraków, z którą przedłużył kontrakt na starty w sezonie 2011.

### Osiągnięcia
- Drużynowe Mistrzostwa Polski
  - 2008 - 3. miejsce (ZKŻ Zielona Góra)
  - 2009 - 1. miejsce (Falubaz Zielona Góra)
- Finałowy Bieg Juniorów o Puchar Prezydenta Miasta Opola - 3. miejsce
- Młodzieżowe Indywidualne Mistrzostwa Wielkopolski - 3. miejsce